# Барри, Даниэль Томас
Даниэль Томас Барри (англ. Daniel Thomas Barry; 30 декабря 1953, Норуолк, Фэрфилд, Коннектикут, США) американский инженер, учёный и отставной астронавт НАСА.

## Образование
В 1971 году окончил среднюю школу (Bolton High School) в городе Александрия, штат Луизиана.
В 1975 году получил степень бакалавра наук в области электротехники, Корнеллский университет (Cornell University), Итака, штат Нью-Йорк.
В 1977 году получил магистр технических наук и степень магистра в области электротехники / информатики, Принстонский университет, Принстон, штат Нью-Джерси.
В 1980 году получил степень доктора философии в области электротехники / информатики, Принстонский университет, Принстон, штат Нью-Джерси.
В 1982 году получил степень доктора медицины, Университет Майами, Майами, штат Флорида.

## Академическая карьера
Барри имеет пять патентов, более 50 статей в научных журналах.

## Работа в НАСА
Налетал более 734 часов в космосе, в том числе осуществил 4 выхода в открытый космос общей продолжительностью 25 часов и 53 минут.

## Опыт космических полетов

### STS-72 Индевор

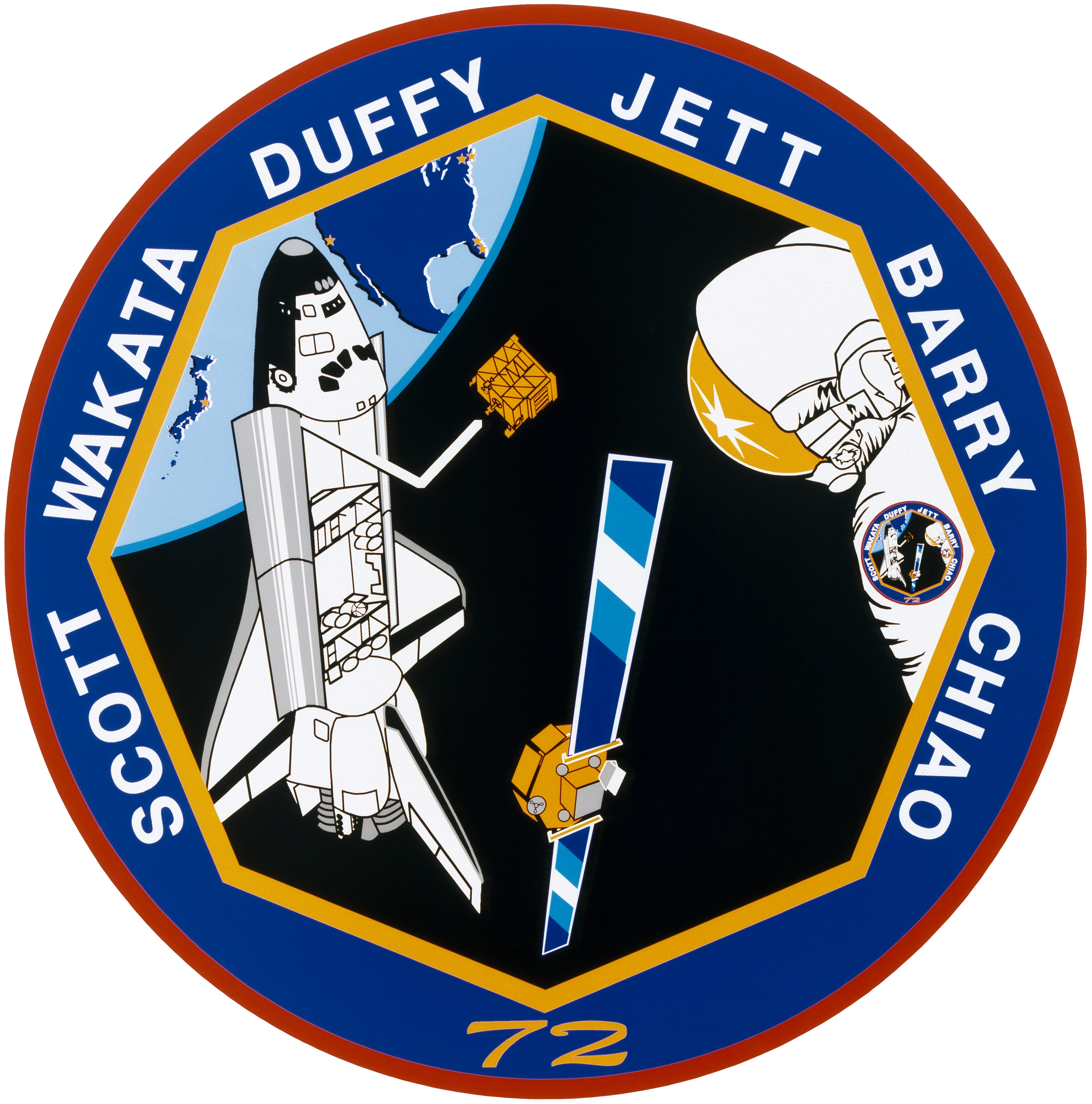
Индевор STS-72

С 11 января по 20 января 1996 года совершил свой первый полёт в космос в качестве специалиста миссии (полёта) шаттла «Индевор» STS-72. Во время этой экспедиции 15 января выполнил выход в открытый космос вместе с астронавтом Лероем Чиао продолжительностью 6 часов 9 минут 19 секунд. Цель выхода — подготовка к сборке на орбите Международной космической станции. Во время выхода астронавты проводили различные технологические эксперименты с электрическими и гидравлическими линиями. Общая продолжительность полёта составила 8 суток 22 часа 1 минуту 46 секунд.
Также во время полета Даниэль Барри и Коити Ваката стали первыми людьми, сыгравшими в Го в космосе на борту шаттла, за это что Барри получил второй дан от японской ассоциации Го.

### STS-96 Discovery

STS-96

С 27 мая по 6 июня 1999 года совершил свой второй полёт в космос в качестве специалиста по программе миссии (полёта) шатла «Дискавери» STS-96. Основная задача миссии — доставка материалов и оборудования на МКС. STS-96 была первой миссией, задачей которой являлась состыковка с Международной космической станцией. Во время этой экспедиции 30 мая выполнил выход в открытый космос в течение 7 часов 55 минут. Продолжительность полёта составила 18 суток 17 часов 16 минут 2 секунды.

### STS-105 Discovery

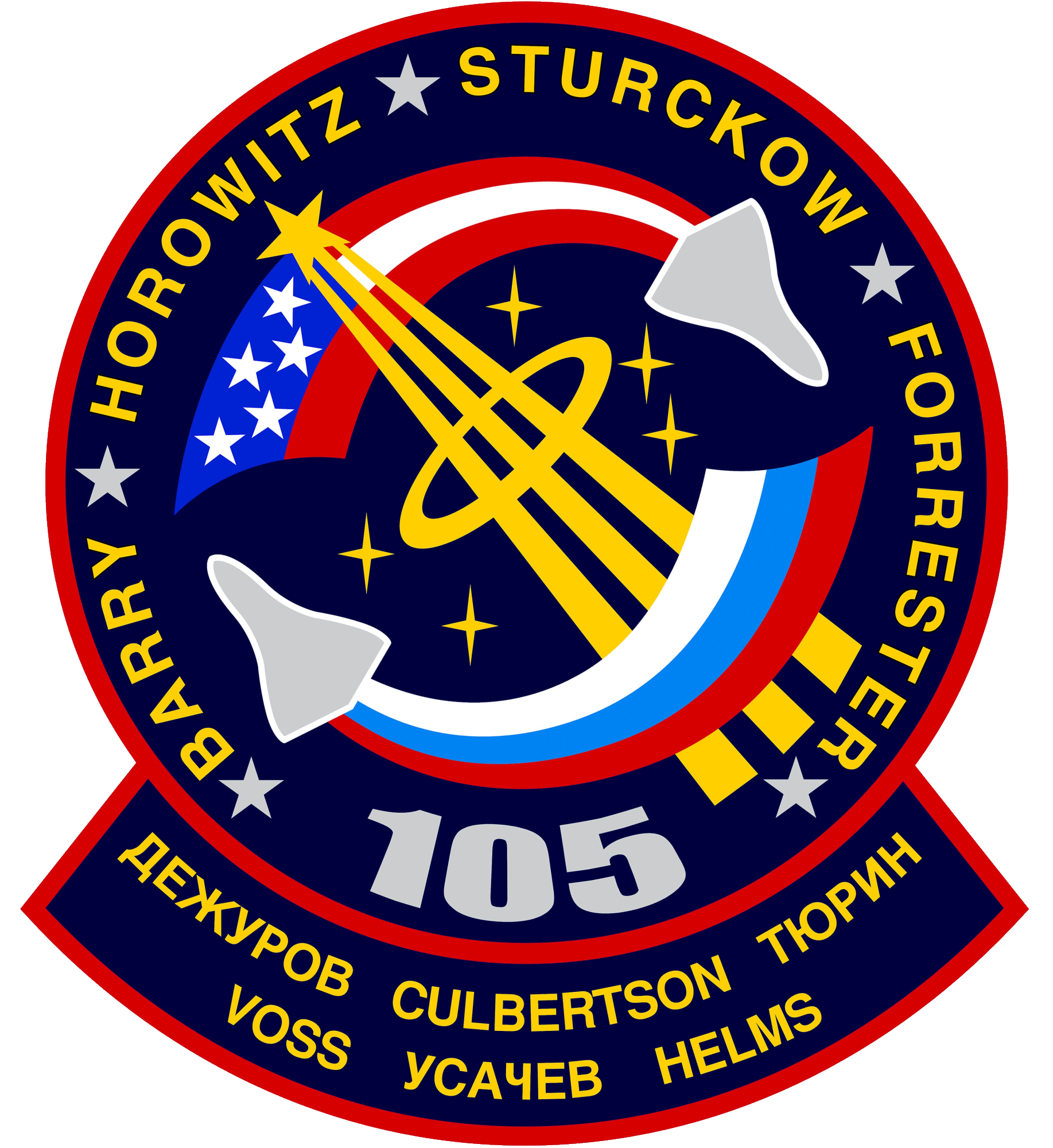
STS-105

С 10 августа по 22 августа 2001 года совершил свой третий полёт в космос в качестве специалиста полёта, бортинженера миссии (полёта) шаттла «Дискавери» STS-105. Бэрри и Патрик Форрестер совершили два выхода в открытый космос общей продолжительность 11 часов и 45 минут.
- 16 августа c 13:58 до 20:14 (UTC), длительность 6 часов 16 минут. Установка на секции фермы P6 блока EAS с запасом аммиака; перенос и установка двух контейнерв PEC на шлюзовую камеру «Квест».
- 18 августа c 13:42 до 19:11 (UTC), длительность 5 часов 29 минут. Установка поручней OIH (от англ. Orbit-Installed Handrail) на поверхности модуля «Дестини»; прокладка вдоль них двух силовых кабелей LTA (от англ. Launch-to-Activation Heater) для установки секции фермы S0 в полёте STS-110.

Продолжительность полёта составила 11 суток 21 час 13 минут.

## Личная жизнь
Женат на нейробиологе Сьюзан Р. Барри. У пары двое детей. Увлечения: го, полёты, теннис, бег, баскетбол.